# Kame

Ilustração de recuo de um glaciar e os efeitos causados na paisagem.

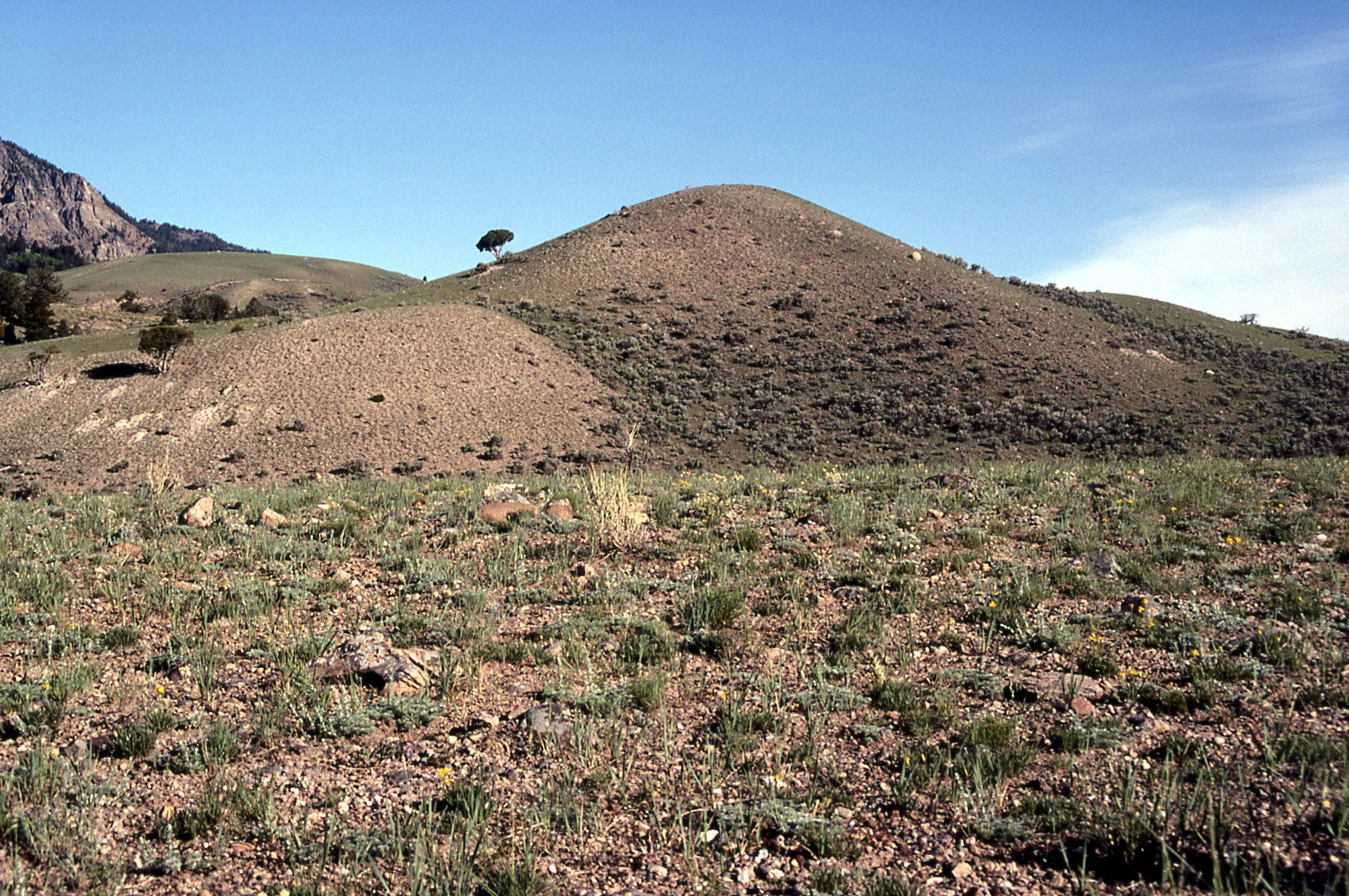
Kame glacial, Parque Nacional Yellowstone, USA

Kame é um depósito de areia e cascalho que se forma quando se dá o degelo dum glaciar e que têm uma forma cónica.

## História
No século XIX, o estudo de glaciares do Pleistoceno era relativamente novo. James Geikie, geólogo que trabalhava para o Scottish Geological Survey, em 1874 introduziu na literatura geológica a termologia Kame para denominar a forma cônica dos depósitos de detritos que se formavam com o desgelo dos glaciares. E em 1895, a termologia foi definida e passou a ser usada na literatura geológica. A palavra Kame deriva das palavras escocesas caim (curvo) e kaim (sinuoso).

## Formação
Sua formação pode ocorrer através das águas dos degelos glaciares que fluem através de cavidades, levando detritos como areia e cascalhos que se acumulam nos túneis e fissuras. Quando o gelo derrete, esses detritos são depositados no solo, formando montes. Esses montes podem possuir tamanhos e direções variáveis; A morfologia é irregular, podendo estar isolados ou agrupados.